# The Best 2008-2014「MONUMENT」
『The Best 2008-2014「MONUMENT」』（ザ・ベスト 2008-2014「モニュメント」）は、flumpoolの初のベスト・アルバム。CD2枚組＋DVD(初回版のみ限定）として、2014年5月21日に発売された。

## 概要
メジャーデビュー後の5年間と、インディーズ時代の曲から合計30曲を選び収録されている。2014年に制作された新曲「明日への賛歌」「ビリーバーズ・ハイ」を含む。また、ライブでは演奏していた「Hydrangea」は、本作が初のCD化となる。インディーズ時代のシングル「labo」とともにリアレンジされて収録された。シングル発売された曲が中心だが、阪井、山村によると全部入りきれてなく、3枚組にしてもよいと思ったとコメントしている。8thシングルの「Present」など、いくつかのシングルは収録されていない。
初回限定盤には「明日への賛歌」、リアレンジで収録された「labo (Re-format)」「Hydrangea」のスタジオライブのDVDがついている。また「Over the rain 〜ひかりの橋〜」のミュージックビデオで、山村隆太が人形に扮するドールVerが初めて公開されている。

## 収録曲

### CD (Disc1)
1. 花になれ
メジャーデビュー配信限定シングル。au 「LISMO!」CMソング。
2. 星に願いを
1stシングル。NTTコミュニケーションズ『MUSICO』CMソング。
3. どんな未来にも愛はある
6thシングル。DeNA『Mobage』CMソング。
4. 春風
ミニアルバム『Unreal』収録曲。
5. 君をつれて
10thシングル『Answer』のカップリング曲。フジテレビ系「めざましどようび」テーマソング。
6. 微熱リフレイン
11thシングルの2曲目。
7. Belief 〜春を待つ君へ〜
12thシングルの2曲目で、Maydayのコラボシングル。映画「おしん」主題歌、大王製紙「エリス (生理用品)」CMソング。
8. MW 〜Dear Mr. & Ms. ピカレスク〜
2ndシングルの1曲目。映画『MW -ムウ-』主題歌。
9. labo (Re-format)
インディーズシングル。ミニアルバム『Unreal』収録とは違うアレンジで再録。TBS系全国ネット「CDTV」8月度エンディングテーマ。
10. two of us
2ndアルバム『Fantasia of Life Stripe』収録曲。フジテレビTWO『あいのり2』主題歌。
11. 強く儚く
12thシングルの1曲目。日本テレビ系『スッキリ!!』10月度エンディングテーマ。
12. Over the rain 〜ひかりの橋〜
配信限定シングル。TBS系ドラマ「ブラッディ・マンデイ」主題歌。
13. ビリーバーズ・ハイ
新曲。MBS・UHFアニメ「キャプテン・アース」オープニングテーマ。
14. 覚醒アイデンティティ
3rdアルバム『experience』収録曲。日本テレビ系&J SPORTS「ラグビーワールドカップ」番組イメージソング。
15. 証
7thシングル。第78回NHK全国学校音楽コンクール中学生の部課題曲。NHK「みんなのうた」2011年8月・9月の新曲。

### CD (Disc2)
1. 明日への賛歌
新曲。フジテレビ系「めざましテレビ」月曜日デイリーテーマソング。
2. reboot〜あきらめない詩〜
4thシングルの1曲目。日本テレビ系「南アフリカ2010」サポートソング。
3. 大切なものは君以外に見当たらなくて
11thシングルの1曲目。
4. 今年の桜
1stアルバム『What's flumpool!?』収録曲。
5. 残像
3rdシングル。TBS系ドラマ『ブラッディ・マンデイ -シーズン2-』主題歌。
6. Because... I am
9thシングル。シャープ「au AQUOSPHONE CL IS17SH」TVCMソング。日本テレビ系「スッキリ!!」7月テーマソング。
7. Touch
6thシングルの1曲目。シャープ「auAQUOS PHONE IS11SH」CMソング。
8. Answer
10thシングル。TBS系木曜ドラマ9「レジデント〜5人の研修医」主題歌。
9. イイじゃない?
3rdアルバム『experience』収録曲。
10. 見つめていたい
配信限定シングル。au『LISMO』CMソング。
11. Hydrangea
CD音源化としては初収録。ライブでの演奏とは違うアレンジで収録。
12. Snowy Nights Serenade〜心までも繋ぎたい〜 (Choral Xmas ver.)
2ndアルバム『Fantasia of Life Stripe』収録曲。テレビ朝日『お願い!ランキング』12月度エンディングテーマ曲。
13. 夏Dive
2ndシングルの2曲目。
14. 君に届け
5thシングル。映画『君に届け』主題歌。
15. フレイム
配信限定シングル。シングルバージョンはアルバム初収録。マイナビ2011就活応援ソング。

## 収録内容
| 全作詞: 山村隆太（特記以外）。 |                                                     |                       |                    |                            |      |
| #                              | タイトル                                            | 作詞                  | 作曲               | 編曲                       | 時間 |
| 1.                             | 「花になれ」(作詞: 百田留衣)                        | 山村隆太 （特記以外） | 百田留衣           | 百田留衣                   | 6:28 |
| 2.                             | 「星に願いを」                                      | 山村隆太 （特記以外） | 阪井一生           | 玉井健二、百田留衣         | 4:20 |
| 3.                             | 「どんな未来にも愛はある」                          | 山村隆太 （特記以外） | 阪井一生           | 玉井健二、百田留衣         | 5:20 |
| 4.                             | 「春風」(作詞: 山村隆太・百田留衣)                  | 山村隆太 （特記以外） | 百田留衣           | 百田留衣                   | 4:33 |
| 5.                             | 「君をつれて」                                      | 山村隆太 （特記以外） | 阪井一生           | 玉井健二、川口圭太         | 5:38 |
| 6.                             | 「微熱リフレイン」                                  | 山村隆太 （特記以外） | 阪井一生、百田留衣 | 玉井健二、大西省吾         | 4:47 |
| 7.                             | 「Belief 〜春を待つ君へ〜」                         | 山村隆太 （特記以外） | 阪井一生           | 百田留衣                   | 5:47 |
| 8.                             | 「MW 〜Dear Mr. & Ms. ピカレスク〜」                | 山村隆太 （特記以外） | 阪井一生           | 玉井健二、百田留衣         | 4:39 |
| 9.                             | 「labo (Re-format)」(作詞: flumpool)                | 山村隆太 （特記以外） | flumpool           | 百田留衣                   | 4:09 |
| 10.                            | 「two of us」                                       | 山村隆太 （特記以外） | 阪井一生           | 玉井健二、百田留衣         | 4:49 |
| 11.                            | 「強く儚く」(作詞: 山村隆太、百田留衣)              | 山村隆太 （特記以外） | 阪井一生、百田留衣 | 百田留衣                   | 5:00 |
| 12.                            | 「Over the rain 〜ひかりの橋〜」(Strings: 徳永友美) | 山村隆太 （特記以外） | トキタサトシ       | 百田留衣、弦編曲: 村山達哉 | 4:42 |
| 13.                            | 「ビリーバーズ・ハイ」                              | 山村隆太 （特記以外） | 阪井一生           | 百田留衣                   | 4:41 |
| 14.                            | 「覚醒アイデンティティ」                            | 山村隆太 （特記以外） | 阪井一生、百田留衣 | 玉井健二、百田留衣         | 5:03 |
| 15.                            | 「証」                                              | 山村隆太 （特記以外） | 阪井一生           | 玉井健二、百田留衣         | 5:20 |
| 合計時間:                      | 合計時間:                                           | 合計時間:             | 合計時間:          | 75:16                      |      |

| 全作詞: 山村隆太、全作曲: 阪井一生。 |                                                                  |           |            |                                      |      |
| #                                    | タイトル                                                         | 作詞      | 作曲・編曲 | 編曲                                 | 時間 |
| 1.                                   | 「明日への賛歌」                                                 | 山村隆太  | 阪井一生   | 百田留衣                             | 6:04 |
| 2.                                   | 「reboot〜あきらめない詩〜」                                     | 山村隆太  | 阪井一生   | 玉井健二、百田留衣                   | 5:18 |
| 3.                                   | 「大切なものは君以外に見当たらなくて」                           | 山村隆太  | 阪井一生   | 百田留衣                             | 4:47 |
| 4.                                   | 「今年の桜」                                                     | 山村隆太  | 阪井一生   | 玉井健二、百田留衣                   | 4:54 |
| 5.                                   | 「残像」                                                         | 山村隆太  | 阪井一生   | 玉井健二、百田留衣、弦編曲: 村山達哉 | 5:49 |
| 6.                                   | 「Because... I am」                                              | 山村隆太  | 阪井一生   | 玉井健二、百田留衣                   | 4:34 |
| 7.                                   | 「Touch」                                                        | 山村隆太  | 阪井一生   | 玉井健二、百田留衣                   | 5:35 |
| 8.                                   | 「Answer」(Strings: 弦一徹)                                      | 山村隆太  | 阪井一生   | 玉井健二、大西省吾、弦編曲: 弦一徹   | 4:22 |
| 9.                                   | 「イイじゃない?」                                                | 山村隆太  | 阪井一生   | 玉井健二、大西省吾                   | 4:42 |
| 10.                                  | 「見つめていたい」                                               | 山村隆太  | 阪井一生   | 玉井健二、百田留衣                   | 5:15 |
| 11.                                  | 「Hydrangea」                                                    | 山村隆太  | 阪井一生   | 百田留衣                             | 4:59 |
| 12.                                  | 「Snowy Nights Serenade〜心までも繋ぎたい〜 (Choral Xmas ver.)」 | 山村隆太  | 阪井一生   | 玉井健二、百田留衣                   | 5:48 |
| 13.                                  | 「夏Dive」                                                       | 山村隆太  | 阪井一生   | 玉井健二、百田留衣                   | 4:15 |
| 14.                                  | 「君に届け」                                                     | 山村隆太  | 阪井一生   | 玉井健二、百田留衣                   | 5:26 |
| 15.                                  | 「フレイム」(Strings: 弦一徹)                                    | 山村隆太  | 阪井一生   | 玉井健二、百田留衣、弦編曲: 弦一徹   | 8:04 |
| 合計時間:                            | 合計時間:                                                        | 合計時間: | 79:52      |                                      |      |

| #  | タイトル                                                                                                  | 作詞 | 作曲・編曲 |
| -- | --- | ---- | ---------- |
| 1. | 「明日への賛歌」(レコーディング・ドキュメンタリー)                                                        |      |            |
| 2. | 「Hydrangealabo (Re-format)」                                                                             |      |            |
| 3. | 「labo (Re-format)」(Studio Live)                                                                         |      |            |
| 4. | 「明日への賛歌」(Studio Live)                                                                             |      |            |
| 5. | 「Over the rain 〜ひかりの橋〜 (ドールver.) (Music Video)」(山村隆太 × 長島慎（Music Video監督）特別対談) |      |            |

## 演奏
Disc 1 
- 百田留衣：Programming & All Other Instruments (#1.2.3.4.7-15)
- 大西省吾
  - Programming (#6.9)
  - All Other Instruments (#9)
- 川口圭太：Programming & All Other Instruments (#5)
- 野村陽一郎：Programming (#5.10)
- 徳永友美ストリングス：Strings (#12)

Disc 2 
- 百田留衣：Programming & All Other Instruments (#1-7.10-15)
- 大西省吾：Programming & All Other Instruments (#8.9)
- 古川貴浩：Programming (#6.13)
- 野村陽一郎：Programming (#7)
- 川口圭太：Programming (#10)
- 南田健吾：Programming (#11)
- 釣俊輔：Programming (#12)
- 弦一徹ストリングス：Strings (#8.15)
- 徳永友美ストリングス：Strings (#5)
- TOKYO FM少年合唱団、MCキッズ：Chorus (#12)